# Чемпионат СССР по лыжным гонкам 1946
18-й лично-командный чемпионат СССР по лыжным гонкам проходил в Свердловске с 10 по 17 марта 1946 года. Соревнования проводились по шести дисциплинам — гонки на 20 и 50 км, эстафета 4×10 км (мужчины), гонки на 5 и 10 км, эстафета 3х5 км (женщины).

## Медалисты

### Мужчины
|                  | Золото                                                                      | Серебро                                                               | Бронза                                                         |
| ---------------- | --------------------------------------------------------------------------- | --------------------------------------------------------------------- | -------------------------------------------------------------- |
| Гонка на 20 км   | Борин Анатолий Государственный институт физкультуры Свердловск              | Володин Пётр ЦДКА Москва                                              | Храмцов Александр Советская Армия Новосибирск                  |
| Гонка на 50 км   | Рогожин Иван «Динамо» Московская область                                    | Иванов Алексей «Динамо» Москва                                        | Борин Анатолий Государственный институт физкультуры Свердловск |
| Эстафета 4х10 км | Москва Хрящиков Василий Матюшенков Валентин Иванов Алексей Добрышин Алексей | Свердловск Сувонен Туоно Нагибин Василий Карпов Андрей Борин Анатолий | Горький Таланов Борис Котов Илья Латухин Николай Орлов Павел   |

### Женщины
|                 | Золото                                              | Серебро                                                         | Бронза                                                                  |
| --------------- | --------------------------------------------------- | --------------------------------------------------------------- | ----------------------------------------------------------------------- |
| Гонка на 5 км   | Болотова Зоя «Пищевик» Москва                       | Седнева Зинаида «Динамо» Москва                                 | Баусова Александра «Динамо» Иваново                                     |
| Гонка на 10 км  | Болотова Зоя «Пищевик» Москва                       | Початова Мария Московская область                               | Лязгина Мария «Металлург Востока» Свердловск                            |
| Эстафета 3х5 км | Москва Седнева Зинаида Маркова Неонила Болотова Зоя | Ленинград Макарова Нина Пожидаева Анастасия Валентина Максунова | Московская область Зеленова(Линева) Анна Филиппова Ирина Початова Мария |